# Меритатон
Меритатон, (Атонова миљеница), је краљица из Осамнаесте египатске династије, жена фараона Сменкареа, а кћерка фараона Ехнатона и краљице Нефертити.

## Биографија
Није поуздано утврђено ко је заправо био фараон Сменкхаре, у каквом је сродству са Ехнатоном, да ли му је био брат, син, љубавник, не зна се ни како је доспео на престо. Стога постоје тврдње да је Сменкаре име које је користила краљица Нефертити, а ту су и они који кажу да је Сменкаре био сам Ехнатон.
Меритатон је била прва од шест Нефертитиних кћерки. Рођена је за време ране владавине свог оца, у Мемфису (за разлику од осталих сестара које су рођене у Амарни). Стеле, гробнице и рељефи широм Египта приказивали су је са њеним родитељима, што није ни чудо јер је она била најутицајнија од све краљевске деце. Учествовала је у разним церемонијама, као и у дипломатским односима Египта и других земаља, о чему сведоче бројна писма у којима се принцеза потписивала као Мајати. 
Једна од краљичиних титула била је наравно Велика Краљевска Супруга, што велики број археолога користи као битну чињеницу за тврдњу да се Меритатон удала за свог оца после Нефертитине смрти. Ехнатон би онда узео име Сменкаре, а Меритатон преузела на себе све дужности које је обављала њена мајка. Оно што се поуздано зна јесте да Сменкаре нестаје из историјских списа убрзо после Ехнатонове смрти, а да на престо долази фараон Нефернеферуатен, за кога се верује да је то сама краљица Меритатон, још увек невољна да Египат преда свом полу-брату Тутанкамону.